# Taina Elg
Taina Elisabeth Elg (Helsinki, 9 marzo 1930 – Helsinki, 15 maggio 2025) è stata una ballerina e attrice finlandese naturalizzata statunitense.

## Biografia
Nata in Finlandia, lavorò negli Stati Uniti come attrice e ballerina a teatro, al cinema e in TV.
Nel 1957 vinse il Golden Globe come miglior attrice emergente e nel 1958 come miglior attrice brillante per il film Les Girls di George Cukor. Nello stesso anno venne candidata ai Golden Laurel come Top New Female Personality. Recitò in seguito in diversi film tra cui il thriller I 39 scalini (1959) di Ralph Thomas, remake di un capolavoro di Alfred Hitchcock del 1935, e il peplum Le baccanti (1960) di Giorgio Ferroni.
Nel 1975 fu candidata al Tony Award per la sua interpretazione di Donna Lucia D'Alvadorez nel musical teatrale Where's Charley?. Negli anni novanta apparve anche in Don't Drink the Water (1994) di Woody Allen e L'amore ha due facce (1996) di Barbra Streisand.

## Filmografia parziale

### Cinema
- Diana la cortigiana (Diane), regia di David Miller (1955)
- Il figliuol prodigo (Prodigal), regia di Richard Thorpe (1955)
- Gaby, regia di Curtis Bernhardt (1956)
- Les Girls, regia di George Cukor (1957)
- Il falso generale (Imitation General), regia di George Marshall (1958)
- Vatussi (Watusi), regia di Kurt Neumann (1958)
- I 39 scalini (The 39 Steps), regia di Ralph Thomas (1959)
- Frontiere in fiamme (Mission of Danger), regia di George Waggner e Jacques Tourneur (1959)
- Le baccanti, regia di Giorgio Ferroni (1960)
- Ercole a New York (Hercules in New York), regia di Arthur Allan Seidelman (1970)
- La grande famiglia Wallenda (The Great Wallendas), regia di Larry Elikann (1978)
- Liebestraum, regia di Mike Figgis (1991)
- Don't Drink the Water, regia di Woody Allen (1994)
- L'amore ha due facce (The Mirror Has Two Faces), regia di Barbra Streisand (1996)

### Televisione
- Hong Kong – serie TV, episodio 1x06 (1960)
- Mr. Broadway – serie TV, episodio 1x13 (1964)
- The Doctors – soap opera, 5 puntate (1964)
- Operazione ladro (It Takes a Thief) – serie TV, episodio 1x10 (1968)
- Una vita da vivere (One Life to Live) – soap opera, 2 puntate (1981)
- La signora in giallo (Murder, She Wrote) – serie TV, episodio 4x01 (1987)

## Doppiatrici italiane
- Maria Pia Di Meo ne Il figliuol prodigo[3], Gaby[4]
- Isa Bellini ne Les Girls[5]
- Rita Savagnone ne Le baccanti[6]
- Alina Moradei in Una vita da vivere[7]
- Franca Lumachi ne La signora in giallo[8]
- Tiziana Avarista ne L'amore ha due facce[9]